# Xã Cotton, Quận Switzerland, Indiana
Xã Cotton (tiếng Anh: Cotton Township) là một xã thuộc quận Switzerland, tiểu bang Indiana, Hoa Kỳ. Năm 2010, dân số của xã này là 2.040 người.